# Comuna Licurici, Gorj
Licurici este o comună în județul Gorj, Oltenia, România, formată din satele Frumușei, Licurici (reședința), Negreni și Totea.

## Așezare
Comuna se află în partea sud-vestică a județului Gorj și este deservită de către DN67B, ce străbate comuna. Localitatea are o influență naturală zonei Subcarpațiilor Getici.

## Demografie
Componența etnică a comunei Licurici
     Români (95,45%)
     Alte etnii (4,55%)
Componența confesională a comunei Licurici
     Ortodocși (95,5%)
     Alte religii (0,05%)
     Necunoscută (4,45%)
Conform recensământului efectuat în 2021, populația comunei Licurici se ridică la 1.976 de locuitori, în scădere față de recensământul anterior din 2011, când fuseseră înregistrați 2.272 de locuitori. Majoritatea locuitorilor sunt români (95,45%). Din punct de vedere confesional, majoritatea locuitorilor sunt ortodocși (95,5%), iar pentru 4,45% nu se cunoaște apartenența confesională.

## Istorie
La sfârșitul secolului al XIX-lea, comuna făcea parte din plasa Gilort a județului Gorj și era alcătuită doar din satul de reședință cu același nume, având o populație de 1222 de locuitori. În comună exista două biserici. La acea vreme, pe teritoriul actual al comunei, funcționa în aceiași plasă, și comunele Negreni și Frumușei. Comuna Negreni era alcătuită din satele Negreni, Băleanca și Hăinari, cu o populație de 925 de locuitori. În comună funcționa o școală mixtă frecventată de 35 de elevi și două biserici, iar comuna Frumușei era alcătuită din satele Frumușei, Daia și Răgoci, cu o populație de 502 de locuitori. În comună exista o biserică de lemn.
În 1925, comuna Licurici se desființează și este inclusă în comuna Frumușei. Anuarul Socec consemnează cele două comune; Frumușei și Negreni, în plasa Hurezani a aceluiași județ. Comuna Frumușei avea o populație de 1593 de locuitori (în satele Frumușei, Licurici și cătunul Răgoci), iar comuna Negreni avea o populație de 1227 de locuitori (în satele Giurcu și Negreni). În 1931, comuna Frumușei era alcătuită din satele Frumușei, Licurici, Rogociu și Totea de Frumușei.
În anul 1950, comunele au fost arondate raionului Târgu Jiu a regiunii Gorj, raion care doi ani mai târziu a fost arondat regiunii Craiova, și apoi (după 1960), regiunii Oltenia. În timp, se reînființează comuna Licurici, înglobând satele comunei Frumușei, iar comunei Negreni îi se alipește satul Totea de Vierșani (de la comuna Vierșani)
În anul 1968, comuna a fost transferată la județul Gorj, iar comuna Negreni a fost desființată și inclusă în comuna Licurici. Tot atunci, satul Totea de Vladimir (alipit între timp, comunei Negreni), primește numele de Totea, iar satele Totea de Vierșani, Totea de Frumușei și Giurcu sunt desființate și contopite cu satul Totea, în timp ce satul Rogociu este desființat și contopit cu satul Frumușei.

## Politică și administrație
Comuna Licurici este administrată de un primar și un consiliu local compus din 11 consilieri. Primarul, Vasile Măciucă[*], de la Partidul Național Liberal, este în funcție din octombrie 2020. Începând cu alegerile locale din 2024, consiliul local are următoarea componență pe partide politice:
|  | Partid                          | Consilieri | Componența Consiliului | Componența Consiliului | Componența Consiliului | Componența Consiliului | Componența Consiliului | Componența Consiliului | Componența Consiliului |
|  | ------------------------------- | ---------- | ---------------------- | ---------------------- | ---------------------- | ---------------------- | ---------------------- | ---------------------- | ---------------------- |
|  | Partidul Național Liberal       | 7          |                        |                        |                        |                        |                        |                        |                        |
|  | Partidul Social Democrat        | 2          |                        |                        |                        |                        |                        |                        |                        |
|  | Alianța pentru Unirea Românilor | 2          |                        |                        |                        |                        |                        |                        |                        |

## Monumente istorice
- Biserica de lemn din Licurici
- Biserica „Sfântul Nicolae” din Totea

## Imagini

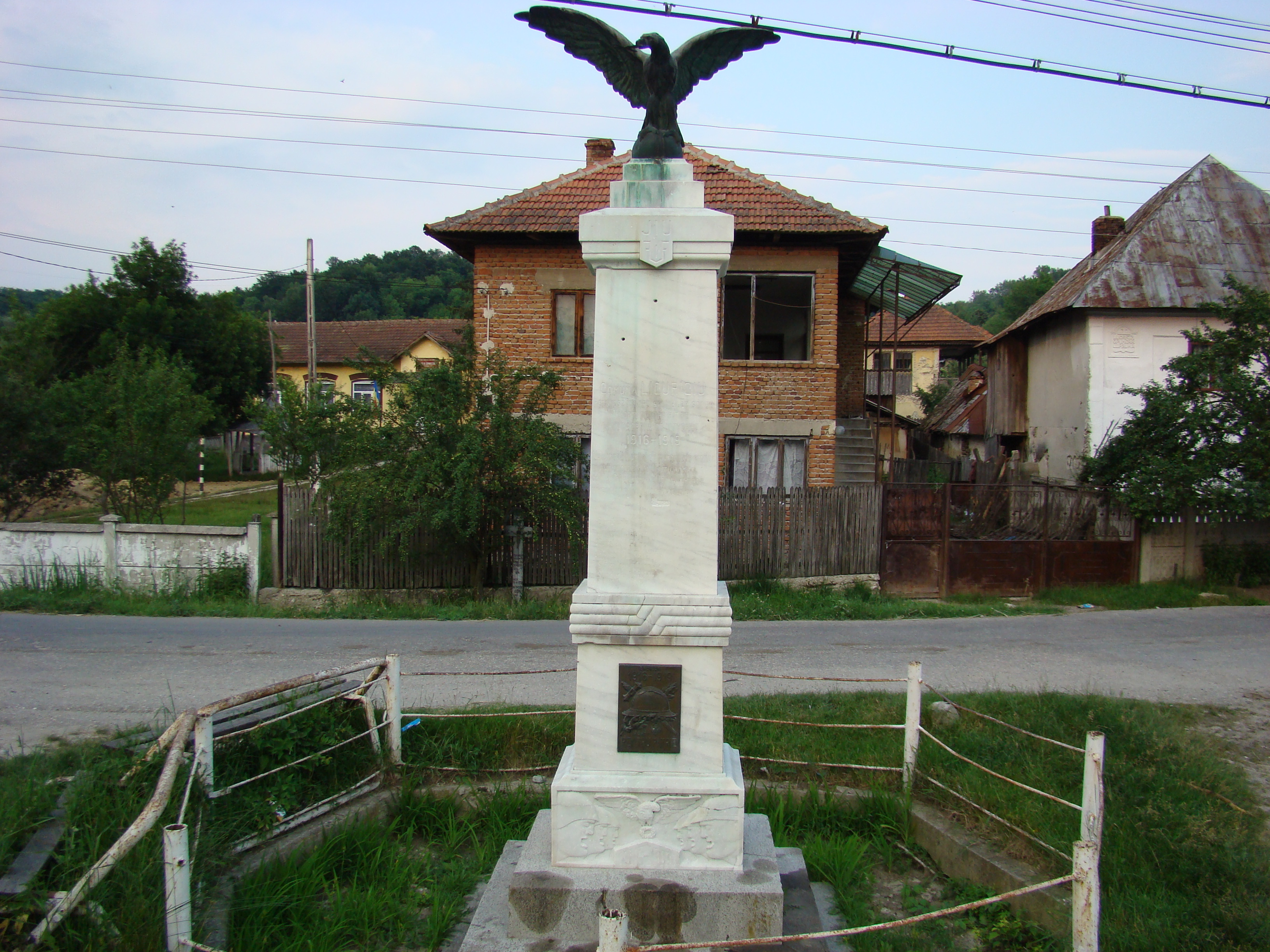
Monumentul Eroilor din Primul Război Mondial
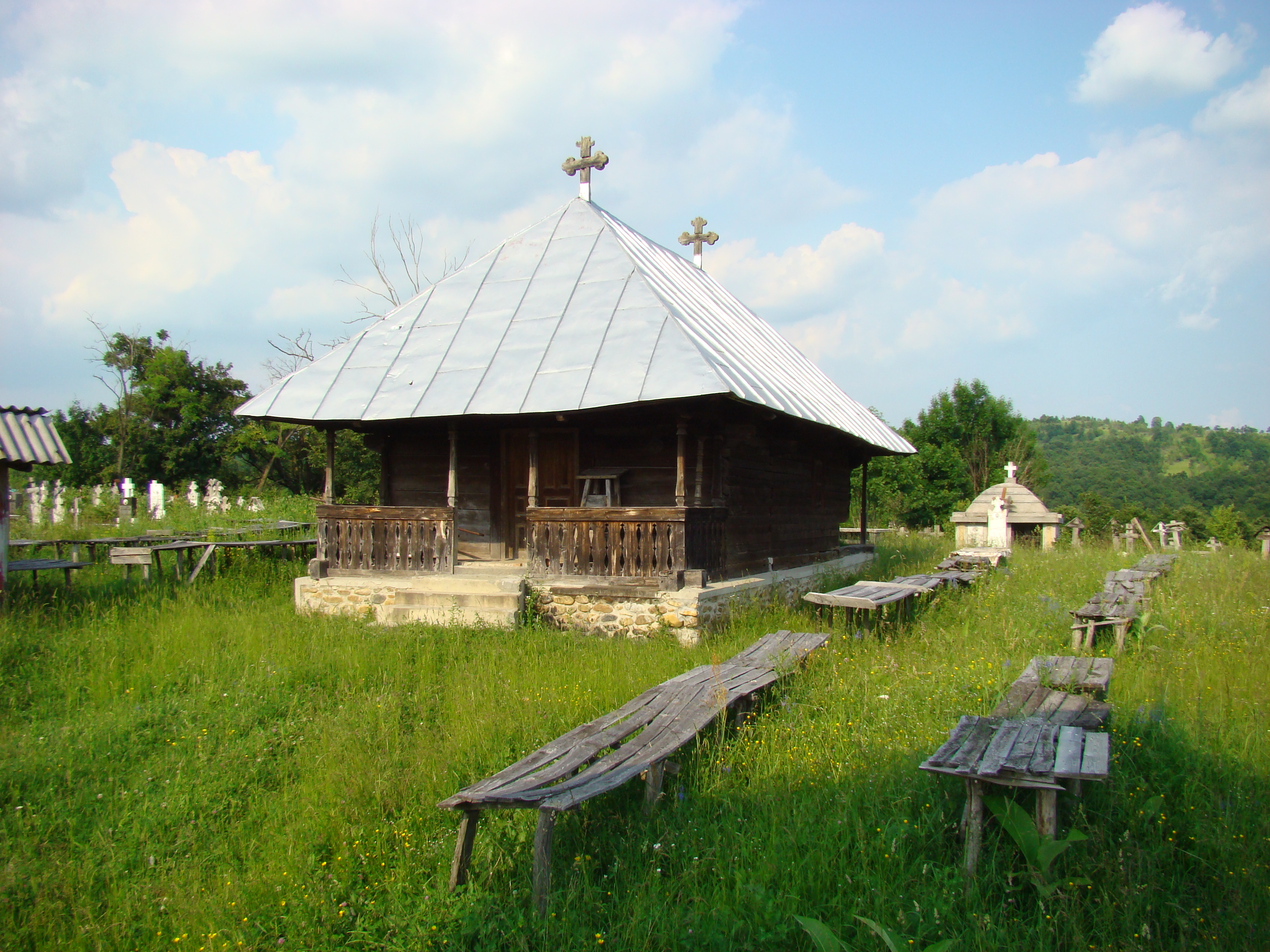
Biserica de lemn, monument istoric
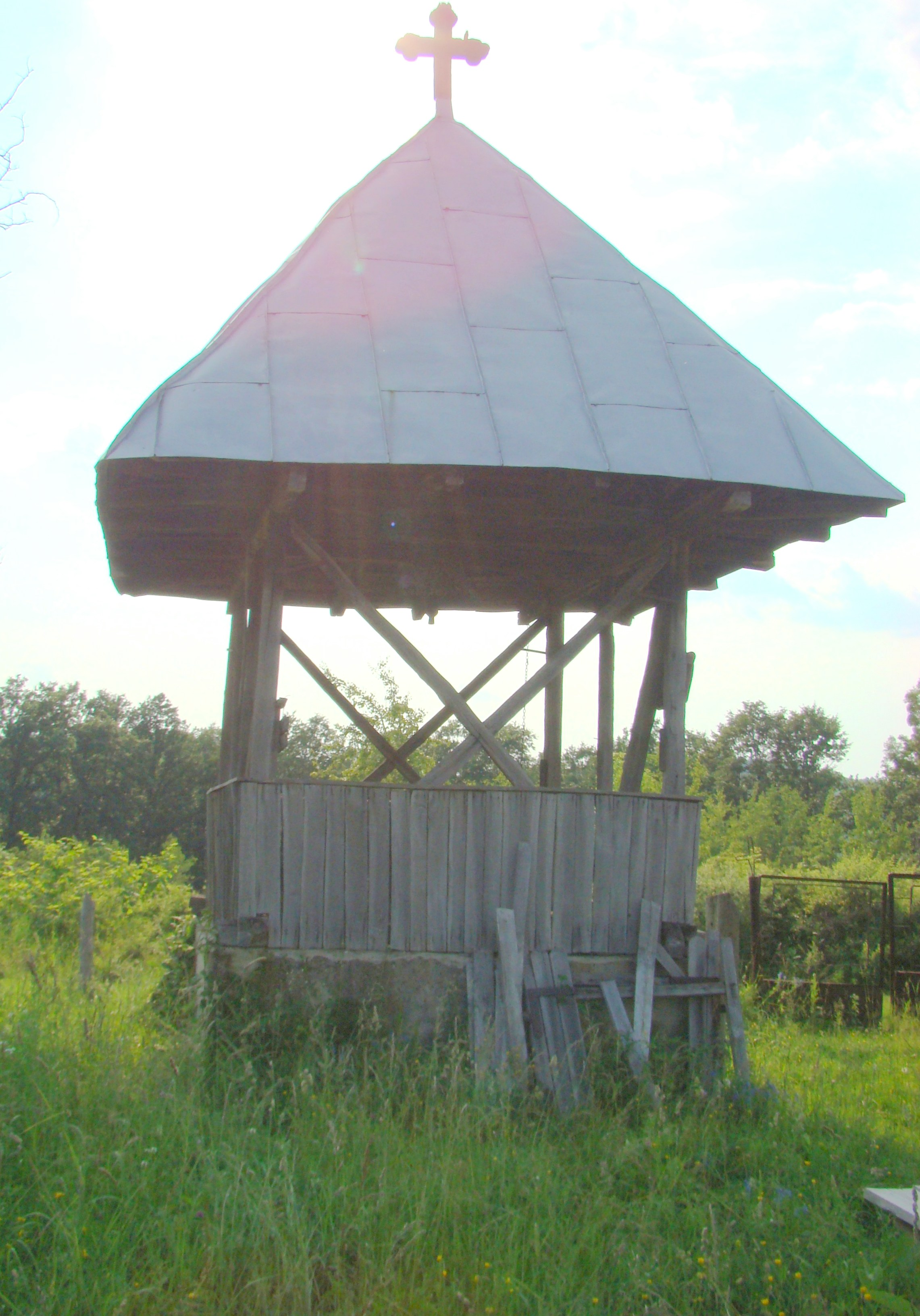
Biserica de lemn, clopotnița
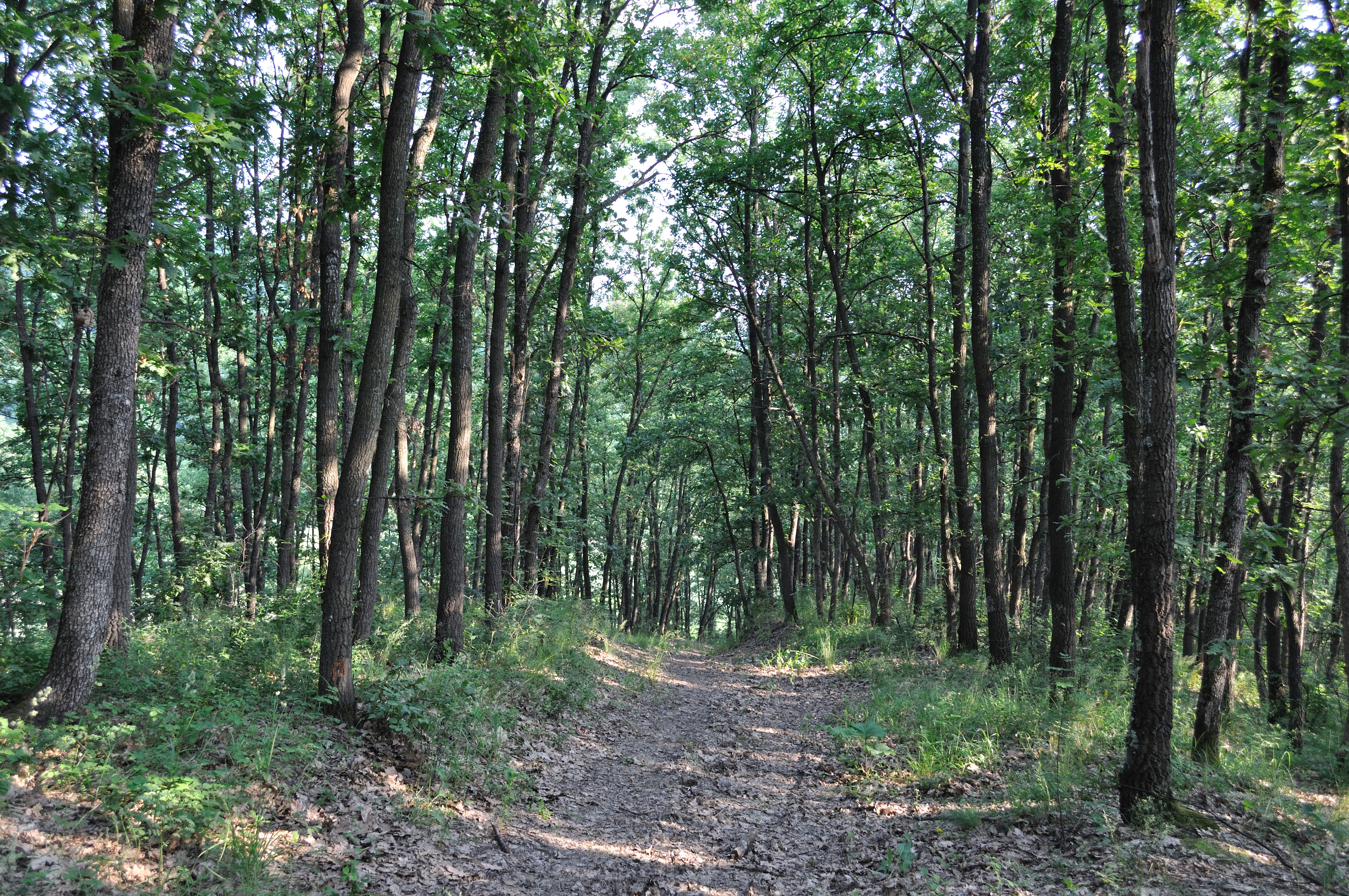
Licurici de Sus, pădurea de la marginea satului
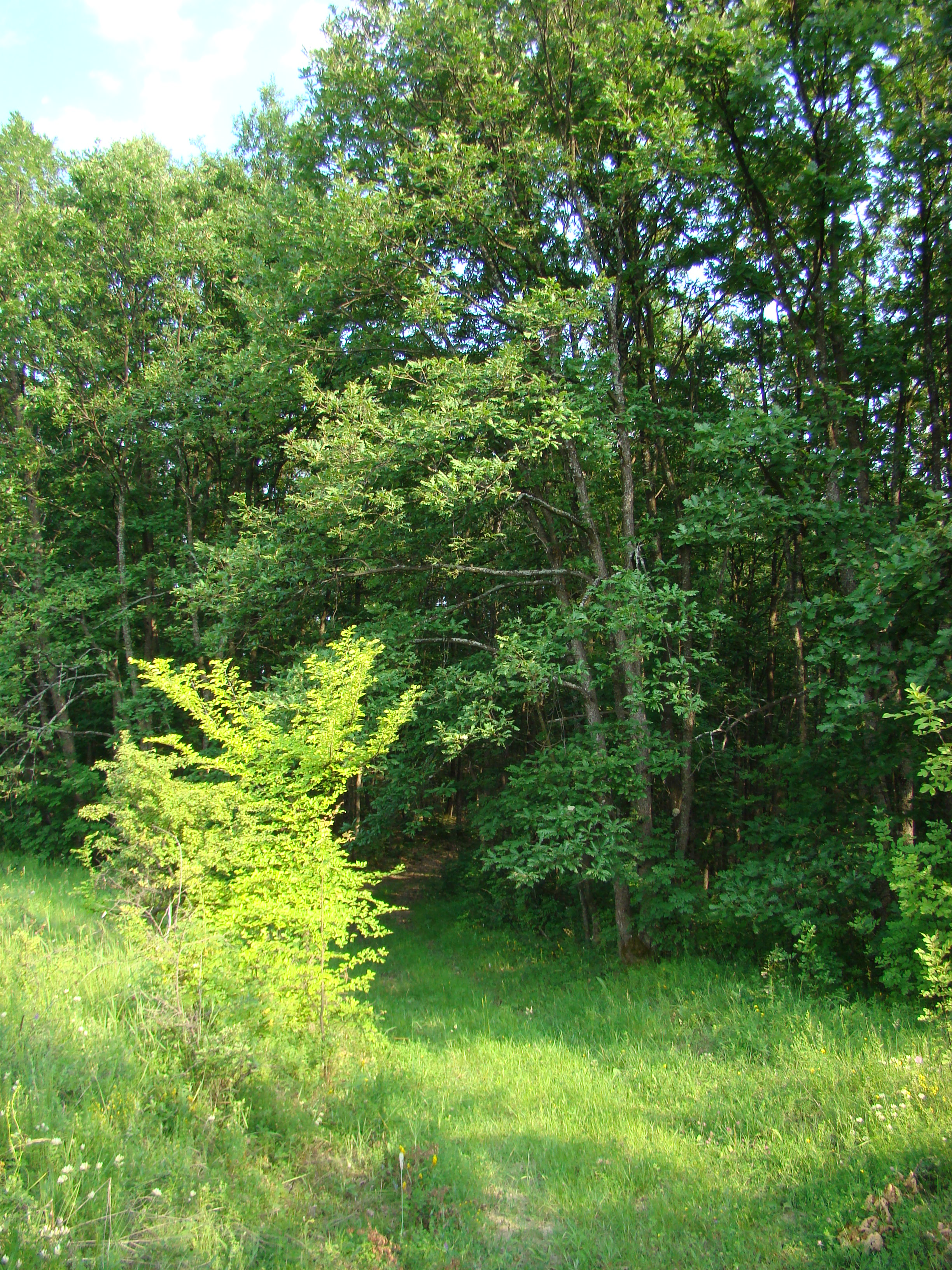
Licurici de Sus, pădurea de la marginea satului